# Hitzewelle in China 2022
Die Hitzewelle in China 2022 war eine Hitzewelle, die von Juni bis August 2022 in der Volksrepublik China anhielt. Sie war laut Chinesischem Amt für Meteorologie die schlimmste Hitzewelle seit Beginn der vereinheitlichten Wetteraufzeichnungen im Jahr 1961. Im August 2022 wurden landesweit mehrere Hitzerekorde gebrochen.

## Verlauf

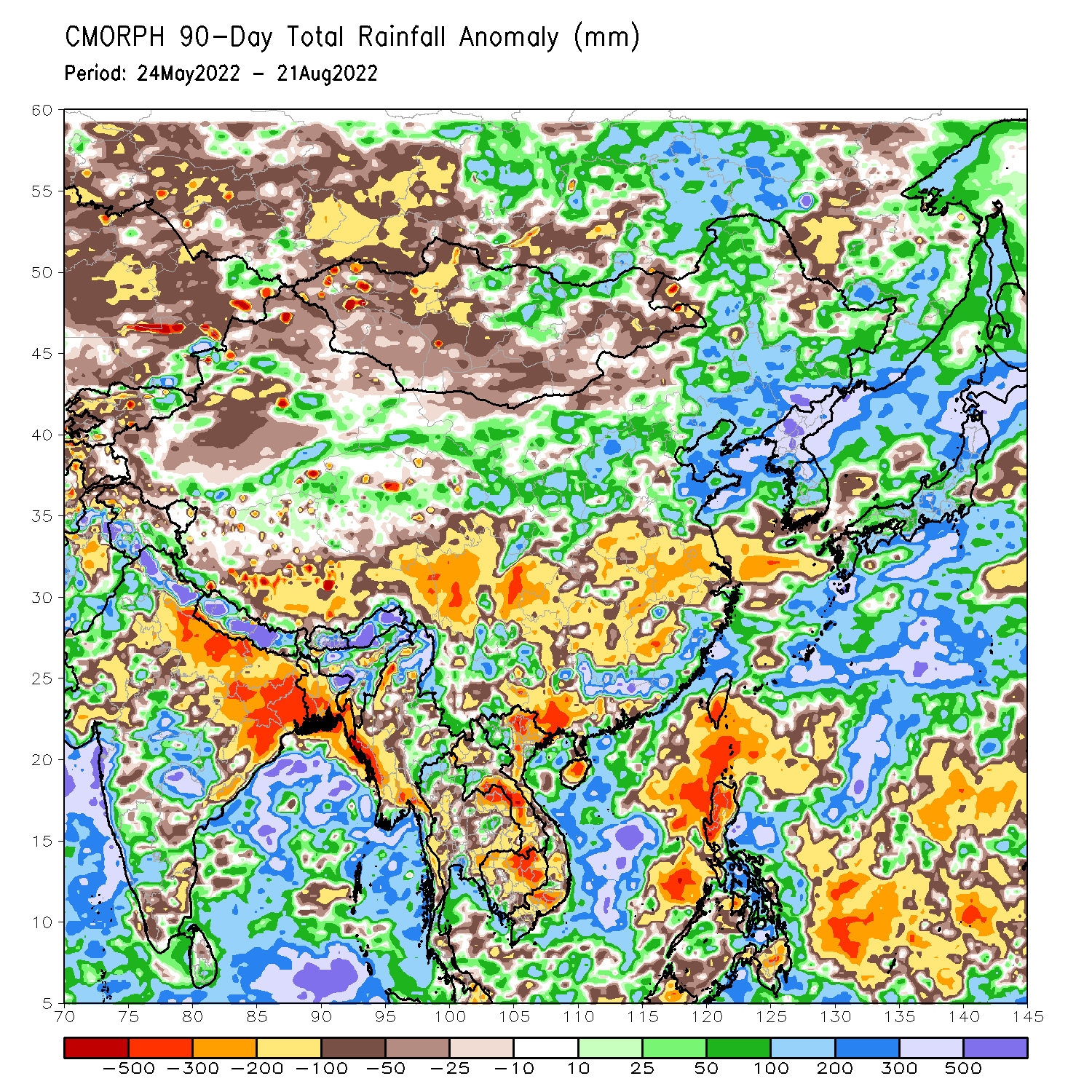
Niederschlagsanomalien (mm) für 24. Mai bis 21. August 2022 in Ostasien

Laut chinesischer Wetterbehörde betrug die landesweite Durchschnittstemperatur im Juni 21,3 °C. Damit war sie 0,9 °C höher als im Vorjahreszeitraum, und der Juni war damit der wärmste seit 1961. In der Provinz Henan im Norden wurden am 24. Juni 2022 in Xuchang mit 42,1 °C und in Dengfeng mit 41,6 °C die heißesten Tage seit Beginn der Aufzeichnungen registriert.
Im August 2022 wurden landesweit Höchsttemperaturen gemessen. Gleichzeitig fiel im Bereich des Jangtsekiang so wenig Regen wie noch nie seit 1961. Die Provinzen Jiangsu, Hubei und Sichuan sind von weitreichenden Dürren betroffen, die lokalen Behörden wurden angewiesen, die Wasserversorgung für landwirtschaftliche, gewerbliche und industrielle Nutzung zu reduzieren. Die Dürre hat bereits mehr als 800.000 Hektar Ackerland in Mitleidenschaft gezogen. In Gao wurden im August 43,5 °C, in Jianyang und Zigong 43,4 °C, in Mianyang 41 °C, in Chongqing nachts 34,9 °C und in Beibei 45 °C erreicht. Wegen der Dürre und des steigenden Stromverbrauchs durch die Hitze kam es zu einer Energiekrise. In deren Folge wurden mehrere Fabriken abgeschaltet.
Wegen der Dürre und anhaltenden Hitze kam es vermehrt zu Waldbränden in China, besonders in der Region Chongqing. Wegen des ausbleibenden Regens sowie der anhaltenden Hitze verringerten sich die Pegelstände des Jangtsekiang stark, der Drei-Schluchten-Staudamm wurde infolgedessen geöffnet, um Wasser in den Fluss zu leiten. Es wurde berichtet, dass in der Provinz Anhui und in weiteren Provinzen Silberiodid eingesetzt wurde, um Wolken zum Abregnen zu bringen.
Laut offiziellen Angaben der nationalen Meteorologiebehörde ist die durchschnittliche Oberflächentemperatur in China zwischen 1951 und 2021 jedes Jahrzehnt um 0,26 Grad angestiegen, im Rest der Welt waren es gleichzeitig durchschnittlich jeweils 0,15 Grad pro Jahrzehnt.